# پشه‌های بال‌مویی
پشه‌های  بال‌مویی (نام علمی: Ditomyiidae) نام یک تیره از فروراسته هم‌نشین‌ریختان است.